# Tecelão-social-de-cabeça-cinzenta
O tecelão-social-de-cabeça-cinzenta (Pseudonigrita arnaudi) é um pássaro semelhante a um pardal, com uma coroa cinza-clara, um bico cinza-escuro, um anel ocular esbranquiçado, com um pouco de preto na asa e uma faixa terminal clara na cauda, que constrói ninhos cobertos feitos de palhas, reproduz-se em colônias em árvores espinhosas de acácia e se alimenta em grupos coletando sementes de grama e insetos. Machos e fêmeas têm plumagem quase idêntica. A análise de DNA confirma que ele faz parte da família Ploceidae. É encontrado na Etiópia, Quênia, Somália, Sudão do Sul, Sudão, Tanzânia e Uganda.

## Taxonomia
O naturalista francês Charles Lucien Bonaparte descreveu o tecelão-social-de-cabeça-cinzenta como Nigrita arnaudi em 1850. Ele escolheu o epíteto específico para homenagear Joseph Pons d'Arnaud [en], o explorador francês que havia coletado um espécime por volta de 1841 perto de Juba, no Nilo Branco, e o enviou ao Museu Nacional de História Natural da França. Em 1903, o zoólogo alemão Anton Reichenow [en] atribuiu a espécie ao seu recém-criado gênero Pseudonigrita [en], porque considerava P. arnaudi e P. cabanisi relacionadas aos tecelões (Ploceidae), enquanto as outras espécies nigrita-ruiva [en], nigrita-de-capuz [en], nigrita-de-peito-branco [en] e nigrita-de-testa-amarela [en] são pertencentes ao gênero Nigrita [en] atribuídos aos pássaros da família Estrildidae.
Heinrich Gottlieb Ludwig Reichenbach o chamou de Arnauds nigrita em 1863. O “tecelão-social-de-cabeça-cinzenta” é o nome usado pela International Ornithologists' Union. Outros nomes comuns incluem tecelão-social-de-cabeça-cinza e tecelão-social-de-cabeça-cinza-Masai.

### Filogenia
Com base em um estudo filogenético molecular publicado em 2017 (que não incluiu o  tecelão-de-capuz-preto), o gênero Pseudonigrita pertence ao grupo de tecelões pardais (subfamília Plocepasserinae) e está mais intimamente relacionado ao tecelão-sociável [en]. Esse clado é irmão de Plocepasser [en]. Desde que a relação de parentesco entre as espécies de Pseudonigrita esteja correta, a árvore a seguir expressa as percepções atuais:
|  | Philetairus socius [en]                                                          |
|  |                                                                                  |
|  | \| \| Pseudonigrita cabanisi \| \| \| \| \| \| Pseudonigrita arnaudi \| \| \| \| |
|  |                                                                                  |
|  | Pseudonigrita cabanisi                                                           |
|  |                                                                                  |
|  | Pseudonigrita arnaudi                                                            |
|  |                                                                                  |

|  | Pseudonigrita cabanisi |
|  |                        |
|  | Pseudonigrita arnaudi  |
|  |                        |

|  | Philetairus socius [en]                                                          |
|  |                                                                                  |
|  | \| \| Pseudonigrita cabanisi \| \| \| \| \| \| Pseudonigrita arnaudi \| \| \| \| |
|  |                                                                                  |
|  | Pseudonigrita cabanisi                                                           |
|  |                                                                                  |
|  | Pseudonigrita arnaudi                                                            |
|  |                                                                                  |

|  | Pseudonigrita cabanisi |
|  |                        |
|  | Pseudonigrita arnaudi  |
|  |                        |

|  | Philetairus socius [en]                                                          |
|  |                                                                                  |
|  | \| \| Pseudonigrita cabanisi \| \| \| \| \| \| Pseudonigrita arnaudi \| \| \| \| |
|  |                                                                                  |
|  | Pseudonigrita cabanisi                                                           |
|  |                                                                                  |
|  | Pseudonigrita arnaudi                                                            |
|  |                                                                                  |

|  | Pseudonigrita cabanisi |
|  |                        |
|  | Pseudonigrita arnaudi  |
|  |                        |

|  | Philetairus socius [en]                                                          |
|  |                                                                                  |
|  | \| \| Pseudonigrita cabanisi \| \| \| \| \| \| Pseudonigrita arnaudi \| \| \| \| |
|  |                                                                                  |
|  | Pseudonigrita cabanisi                                                           |
|  |                                                                                  |
|  | Pseudonigrita arnaudi                                                            |
|  |                                                                                  |

|  | Pseudonigrita cabanisi |
|  |                        |
|  | Pseudonigrita arnaudi  |
|  |                        |

| Bubalornithinae | \| \| Dinemellia dinemelli \| \| \| \| \| \| Bubalornis \| \| \| \| |
|                 | \| \| Dinemellia dinemelli \| \| \| \| \| \| Bubalornis \| \| \| \| |
| Ploceinae       | todos os outros tecelões                                            |
|                 | todos os outros tecelões                                            |
|                 | Dinemellia dinemelli                                                |
|                 |                                                                     |
|                 | Bubalornis                                                          |
|                 |                                                                     |

|  | Dinemellia dinemelli |
|  |                      |
|  | Bubalornis           |
|  |                      |

|  | Philetairus socius [en]                                                          |
|  |                                                                                  |
|  | \| \| Pseudonigrita cabanisi \| \| \| \| \| \| Pseudonigrita arnaudi \| \| \| \| |
|  |                                                                                  |
|  | Pseudonigrita cabanisi                                                           |
|  |                                                                                  |
|  | Pseudonigrita arnaudi                                                            |
|  |                                                                                  |

|  | Pseudonigrita cabanisi |
|  |                        |
|  | Pseudonigrita arnaudi  |
|  |                        |

|  | Philetairus socius [en]                                                          |
|  |                                                                                  |
|  | \| \| Pseudonigrita cabanisi \| \| \| \| \| \| Pseudonigrita arnaudi \| \| \| \| |
|  |                                                                                  |
|  | Pseudonigrita cabanisi                                                           |
|  |                                                                                  |
|  | Pseudonigrita arnaudi                                                            |
|  |                                                                                  |

|  | Pseudonigrita cabanisi |
|  |                        |
|  | Pseudonigrita arnaudi  |
|  |                        |

|  | Philetairus socius [en]                                                          |
|  |                                                                                  |
|  | \| \| Pseudonigrita cabanisi \| \| \| \| \| \| Pseudonigrita arnaudi \| \| \| \| |
|  |                                                                                  |
|  | Pseudonigrita cabanisi                                                           |
|  |                                                                                  |
|  | Pseudonigrita arnaudi                                                            |
|  |                                                                                  |

|  | Pseudonigrita cabanisi |
|  |                        |
|  | Pseudonigrita arnaudi  |
|  |                        |

|  | Philetairus socius [en]                                                          |
|  |                                                                                  |
|  | \| \| Pseudonigrita cabanisi \| \| \| \| \| \| Pseudonigrita arnaudi \| \| \| \| |
|  |                                                                                  |
|  | Pseudonigrita cabanisi                                                           |
|  |                                                                                  |
|  | Pseudonigrita arnaudi                                                            |
|  |                                                                                  |

|  | Pseudonigrita cabanisi |
|  |                        |
|  | Pseudonigrita arnaudi  |
|  |                        |

| Bubalornithinae | \| \| Dinemellia dinemelli \| \| \| \| \| \| Bubalornis \| \| \| \| |
|                 | \| \| Dinemellia dinemelli \| \| \| \| \| \| Bubalornis \| \| \| \| |
| Ploceinae       | todos os outros tecelões                                            |
|                 | todos os outros tecelões                                            |
|                 | Dinemellia dinemelli                                                |
|                 |                                                                     |
|                 | Bubalornis                                                          |
|                 |                                                                     |

|  | Dinemellia dinemelli |
|  |                      |
|  | Bubalornis           |
|  |                      |

|  | Philetairus socius [en]                                                          |
|  |                                                                                  |
|  | \| \| Pseudonigrita cabanisi \| \| \| \| \| \| Pseudonigrita arnaudi \| \| \| \| |
|  |                                                                                  |
|  | Pseudonigrita cabanisi                                                           |
|  |                                                                                  |
|  | Pseudonigrita arnaudi                                                            |
|  |                                                                                  |

|  | Pseudonigrita cabanisi |
|  |                        |
|  | Pseudonigrita arnaudi  |
|  |                        |

|  | Philetairus socius [en]                                                          |
|  |                                                                                  |
|  | \| \| Pseudonigrita cabanisi \| \| \| \| \| \| Pseudonigrita arnaudi \| \| \| \| |
|  |                                                                                  |
|  | Pseudonigrita cabanisi                                                           |
|  |                                                                                  |
|  | Pseudonigrita arnaudi                                                            |
|  |                                                                                  |

|  | Pseudonigrita cabanisi |
|  |                        |
|  | Pseudonigrita arnaudi  |
|  |                        |

|  | Philetairus socius [en]                                                          |
|  |                                                                                  |
|  | \| \| Pseudonigrita cabanisi \| \| \| \| \| \| Pseudonigrita arnaudi \| \| \| \| |
|  |                                                                                  |
|  | Pseudonigrita cabanisi                                                           |
|  |                                                                                  |
|  | Pseudonigrita arnaudi                                                            |
|  |                                                                                  |

|  | Pseudonigrita cabanisi |
|  |                        |
|  | Pseudonigrita arnaudi  |
|  |                        |

|  | Philetairus socius [en]                                                          |
|  |                                                                                  |
|  | \| \| Pseudonigrita cabanisi \| \| \| \| \| \| Pseudonigrita arnaudi \| \| \| \| |
|  |                                                                                  |
|  | Pseudonigrita cabanisi                                                           |
|  |                                                                                  |
|  | Pseudonigrita arnaudi                                                            |
|  |                                                                                  |

|  | Pseudonigrita cabanisi |
|  |                        |
|  | Pseudonigrita arnaudi  |
|  |                        |

| Bubalornithinae | \| \| Dinemellia dinemelli \| \| \| \| \| \| Bubalornis \| \| \| \| |
|                 | \| \| Dinemellia dinemelli \| \| \| \| \| \| Bubalornis \| \| \| \| |
| Ploceinae       | todos os outros tecelões                                            |
|                 | todos os outros tecelões                                            |
|                 | Dinemellia dinemelli                                                |
|                 |                                                                     |
|                 | Bubalornis                                                          |
|                 |                                                                     |

|  | Dinemellia dinemelli |
|  |                      |
|  | Bubalornis           |
|  |                      |

|  | Philetairus socius [en]                                                          |
|  |                                                                                  |
|  | \| \| Pseudonigrita cabanisi \| \| \| \| \| \| Pseudonigrita arnaudi \| \| \| \| |
|  |                                                                                  |
|  | Pseudonigrita cabanisi                                                           |
|  |                                                                                  |
|  | Pseudonigrita arnaudi                                                            |
|  |                                                                                  |

|  | Pseudonigrita cabanisi |
|  |                        |
|  | Pseudonigrita arnaudi  |
|  |                        |

|  | Philetairus socius [en]                                                          |
|  |                                                                                  |
|  | \| \| Pseudonigrita cabanisi \| \| \| \| \| \| Pseudonigrita arnaudi \| \| \| \| |
|  |                                                                                  |
|  | Pseudonigrita cabanisi                                                           |
|  |                                                                                  |
|  | Pseudonigrita arnaudi                                                            |
|  |                                                                                  |

|  | Pseudonigrita cabanisi |
|  |                        |
|  | Pseudonigrita arnaudi  |
|  |                        |

|  | Philetairus socius [en]                                                          |
|  |                                                                                  |
|  | \| \| Pseudonigrita cabanisi \| \| \| \| \| \| Pseudonigrita arnaudi \| \| \| \| |
|  |                                                                                  |
|  | Pseudonigrita cabanisi                                                           |
|  |                                                                                  |
|  | Pseudonigrita arnaudi                                                            |
|  |                                                                                  |

|  | Pseudonigrita cabanisi |
|  |                        |
|  | Pseudonigrita arnaudi  |
|  |                        |

|  | Philetairus socius [en]                                                          |
|  |                                                                                  |
|  | \| \| Pseudonigrita cabanisi \| \| \| \| \| \| Pseudonigrita arnaudi \| \| \| \| |
|  |                                                                                  |
|  | Pseudonigrita cabanisi                                                           |
|  |                                                                                  |
|  | Pseudonigrita arnaudi                                                            |
|  |                                                                                  |

|  | Pseudonigrita cabanisi |
|  |                        |
|  | Pseudonigrita arnaudi  |
|  |                        |

| Bubalornithinae | \| \| Dinemellia dinemelli \| \| \| \| \| \| Bubalornis \| \| \| \| |
|                 | \| \| Dinemellia dinemelli \| \| \| \| \| \| Bubalornis \| \| \| \| |
| Ploceinae       | todos os outros tecelões                                            |
|                 | todos os outros tecelões                                            |
|                 | Dinemellia dinemelli                                                |
|                 |                                                                     |
|                 | Bubalornis                                                          |
|                 |                                                                     |

|  | Dinemellia dinemelli |
|  |                      |
|  | Bubalornis           |
|  |                      |

|  | Philetairus socius [en]                                                          |
|  |                                                                                  |
|  | \| \| Pseudonigrita cabanisi \| \| \| \| \| \| Pseudonigrita arnaudi \| \| \| \| |
|  |                                                                                  |
|  | Pseudonigrita cabanisi                                                           |
|  |                                                                                  |
|  | Pseudonigrita arnaudi                                                            |
|  |                                                                                  |

|  | Pseudonigrita cabanisi |
|  |                        |
|  | Pseudonigrita arnaudi  |
|  |                        |

|  | Philetairus socius [en]                                                          |
|  |                                                                                  |
|  | \| \| Pseudonigrita cabanisi \| \| \| \| \| \| Pseudonigrita arnaudi \| \| \| \| |
|  |                                                                                  |
|  | Pseudonigrita cabanisi                                                           |
|  |                                                                                  |
|  | Pseudonigrita arnaudi                                                            |
|  |                                                                                  |

|  | Pseudonigrita cabanisi |
|  |                        |
|  | Pseudonigrita arnaudi  |
|  |                        |

|  | Philetairus socius [en]                                                          |
|  |                                                                                  |
|  | \| \| Pseudonigrita cabanisi \| \| \| \| \| \| Pseudonigrita arnaudi \| \| \| \| |
|  |                                                                                  |
|  | Pseudonigrita cabanisi                                                           |
|  |                                                                                  |
|  | Pseudonigrita arnaudi                                                            |
|  |                                                                                  |

|  | Pseudonigrita cabanisi |
|  |                        |
|  | Pseudonigrita arnaudi  |
|  |                        |

|  | Philetairus socius [en]                                                          |
|  |                                                                                  |
|  | \| \| Pseudonigrita cabanisi \| \| \| \| \| \| Pseudonigrita arnaudi \| \| \| \| |
|  |                                                                                  |
|  | Pseudonigrita cabanisi                                                           |
|  |                                                                                  |
|  | Pseudonigrita arnaudi                                                            |
|  |                                                                                  |

|  | Pseudonigrita cabanisi |
|  |                        |
|  | Pseudonigrita arnaudi  |
|  |                        |

| Bubalornithinae | \| \| Dinemellia dinemelli \| \| \| \| \| \| Bubalornis \| \| \| \| |
|                 | \| \| Dinemellia dinemelli \| \| \| \| \| \| Bubalornis \| \| \| \| |
| Ploceinae       | todos os outros tecelões                                            |
|                 | todos os outros tecelões                                            |
|                 | Dinemellia dinemelli                                                |
|                 |                                                                     |
|                 | Bubalornis                                                          |
|                 |                                                                     |

|  | Dinemellia dinemelli |
|  |                      |
|  | Bubalornis           |
|  |                      |

|  | Philetairus socius [en]                                                          |
|  |                                                                                  |
|  | \| \| Pseudonigrita cabanisi \| \| \| \| \| \| Pseudonigrita arnaudi \| \| \| \| |
|  |                                                                                  |
|  | Pseudonigrita cabanisi                                                           |
|  |                                                                                  |
|  | Pseudonigrita arnaudi                                                            |
|  |                                                                                  |

|  | Pseudonigrita cabanisi |
|  |                        |
|  | Pseudonigrita arnaudi  |
|  |                        |

|  | Philetairus socius [en]                                                          |
|  |                                                                                  |
|  | \| \| Pseudonigrita cabanisi \| \| \| \| \| \| Pseudonigrita arnaudi \| \| \| \| |
|  |                                                                                  |
|  | Pseudonigrita cabanisi                                                           |
|  |                                                                                  |
|  | Pseudonigrita arnaudi                                                            |
|  |                                                                                  |

|  | Pseudonigrita cabanisi |
|  |                        |
|  | Pseudonigrita arnaudi  |
|  |                        |

|  | Philetairus socius [en]                                                          |
|  |                                                                                  |
|  | \| \| Pseudonigrita cabanisi \| \| \| \| \| \| Pseudonigrita arnaudi \| \| \| \| |
|  |                                                                                  |
|  | Pseudonigrita cabanisi                                                           |
|  |                                                                                  |
|  | Pseudonigrita arnaudi                                                            |
|  |                                                                                  |

|  | Pseudonigrita cabanisi |
|  |                        |
|  | Pseudonigrita arnaudi  |
|  |                        |

|  | Philetairus socius [en]                                                          |
|  |                                                                                  |
|  | \| \| Pseudonigrita cabanisi \| \| \| \| \| \| Pseudonigrita arnaudi \| \| \| \| |
|  |                                                                                  |
|  | Pseudonigrita cabanisi                                                           |
|  |                                                                                  |
|  | Pseudonigrita arnaudi                                                            |
|  |                                                                                  |

|  | Pseudonigrita cabanisi |
|  |                        |
|  | Pseudonigrita arnaudi  |
|  |                        |

| Bubalornithinae | \| \| Dinemellia dinemelli \| \| \| \| \| \| Bubalornis \| \| \| \| |
|                 | \| \| Dinemellia dinemelli \| \| \| \| \| \| Bubalornis \| \| \| \| |
| Ploceinae       | todos os outros tecelões                                            |
|                 | todos os outros tecelões                                            |
|                 | Dinemellia dinemelli                                                |
|                 |                                                                     |
|                 | Bubalornis                                                          |
|                 |                                                                     |

|  | Dinemellia dinemelli |
|  |                      |
|  | Bubalornis           |
|  |                      |

|  | Philetairus socius [en]                                                          |
|  |                                                                                  |
|  | \| \| Pseudonigrita cabanisi \| \| \| \| \| \| Pseudonigrita arnaudi \| \| \| \| |
|  |                                                                                  |
|  | Pseudonigrita cabanisi                                                           |
|  |                                                                                  |
|  | Pseudonigrita arnaudi                                                            |
|  |                                                                                  |

|  | Pseudonigrita cabanisi |
|  |                        |
|  | Pseudonigrita arnaudi  |
|  |                        |

|  | Philetairus socius [en]                                                          |
|  |                                                                                  |
|  | \| \| Pseudonigrita cabanisi \| \| \| \| \| \| Pseudonigrita arnaudi \| \| \| \| |
|  |                                                                                  |
|  | Pseudonigrita cabanisi                                                           |
|  |                                                                                  |
|  | Pseudonigrita arnaudi                                                            |
|  |                                                                                  |

|  | Pseudonigrita cabanisi |
|  |                        |
|  | Pseudonigrita arnaudi  |
|  |                        |

|  | Philetairus socius [en]                                                          |
|  |                                                                                  |
|  | \| \| Pseudonigrita cabanisi \| \| \| \| \| \| Pseudonigrita arnaudi \| \| \| \| |
|  |                                                                                  |
|  | Pseudonigrita cabanisi                                                           |
|  |                                                                                  |
|  | Pseudonigrita arnaudi                                                            |
|  |                                                                                  |

|  | Pseudonigrita cabanisi |
|  |                        |
|  | Pseudonigrita arnaudi  |
|  |                        |

|  | Philetairus socius [en]                                                          |
|  |                                                                                  |
|  | \| \| Pseudonigrita cabanisi \| \| \| \| \| \| Pseudonigrita arnaudi \| \| \| \| |
|  |                                                                                  |
|  | Pseudonigrita cabanisi                                                           |
|  |                                                                                  |
|  | Pseudonigrita arnaudi                                                            |
|  |                                                                                  |

|  | Pseudonigrita cabanisi |
|  |                        |
|  | Pseudonigrita arnaudi  |
|  |                        |

| Bubalornithinae | \| \| Dinemellia dinemelli \| \| \| \| \| \| Bubalornis \| \| \| \| |
|                 | \| \| Dinemellia dinemelli \| \| \| \| \| \| Bubalornis \| \| \| \| |
| Ploceinae       | todos os outros tecelões                                            |
|                 | todos os outros tecelões                                            |
|                 | Dinemellia dinemelli                                                |
|                 |                                                                     |
|                 | Bubalornis                                                          |
|                 |                                                                     |

|  | Dinemellia dinemelli |
|  |                      |
|  | Bubalornis           |
|  |                      |

|  | Philetairus socius [en]                                                          |
|  |                                                                                  |
|  | \| \| Pseudonigrita cabanisi \| \| \| \| \| \| Pseudonigrita arnaudi \| \| \| \| |
|  |                                                                                  |
|  | Pseudonigrita cabanisi                                                           |
|  |                                                                                  |
|  | Pseudonigrita arnaudi                                                            |
|  |                                                                                  |

|  | Pseudonigrita cabanisi |
|  |                        |
|  | Pseudonigrita arnaudi  |
|  |                        |

|  | Philetairus socius [en]                                                          |
|  |                                                                                  |
|  | \| \| Pseudonigrita cabanisi \| \| \| \| \| \| Pseudonigrita arnaudi \| \| \| \| |
|  |                                                                                  |
|  | Pseudonigrita cabanisi                                                           |
|  |                                                                                  |
|  | Pseudonigrita arnaudi                                                            |
|  |                                                                                  |

|  | Pseudonigrita cabanisi |
|  |                        |
|  | Pseudonigrita arnaudi  |
|  |                        |

|  | Philetairus socius [en]                                                          |
|  |                                                                                  |
|  | \| \| Pseudonigrita cabanisi \| \| \| \| \| \| Pseudonigrita arnaudi \| \| \| \| |
|  |                                                                                  |
|  | Pseudonigrita cabanisi                                                           |
|  |                                                                                  |
|  | Pseudonigrita arnaudi                                                            |
|  |                                                                                  |

|  | Pseudonigrita cabanisi |
|  |                        |
|  | Pseudonigrita arnaudi  |
|  |                        |

|  | Philetairus socius [en]                                                          |
|  |                                                                                  |
|  | \| \| Pseudonigrita cabanisi \| \| \| \| \| \| Pseudonigrita arnaudi \| \| \| \| |
|  |                                                                                  |
|  | Pseudonigrita cabanisi                                                           |
|  |                                                                                  |
|  | Pseudonigrita arnaudi                                                            |
|  |                                                                                  |

|  | Pseudonigrita cabanisi |
|  |                        |
|  | Pseudonigrita arnaudi  |
|  |                        |

| Bubalornithinae | \| \| Dinemellia dinemelli \| \| \| \| \| \| Bubalornis \| \| \| \| |
|                 | \| \| Dinemellia dinemelli \| \| \| \| \| \| Bubalornis \| \| \| \| |
| Ploceinae       | todos os outros tecelões                                            |
|                 | todos os outros tecelões                                            |
|                 | Dinemellia dinemelli                                                |
|                 |                                                                     |
|                 | Bubalornis                                                          |
|                 |                                                                     |

|  | Dinemellia dinemelli |
|  |                      |
|  | Bubalornis           |
|  |                      |

## Subespécies e distribuição
São reconhecidas três subespécies do tecelão-social-de-cabeça-cinzenta:
- A subespécie dorsalis, mais ao sul, pode ser distinguida por seu dorso cinza-azulado em vez de marrom-avermelhado.

- O P. arnaudi arnaudi pode ser encontrado no leste do Sudão do Sul e nos vizinhos do norte de Uganda, ao redor do Monte Elgon, nos planaltos centrais do Quênia em direção ao sul até uma faixa na Tanzânia entre o Golfo de Speke (uma continuação do Lago Vitória em seu canto sudeste) e o Monte Kilimanjaro, além de algumas populações isoladas no extremo sudoeste do Sudão (Darfur do Sul), ao redor de Mega [en] no extremo sul da Etiópia e ao redor de Xagar no sul da Somália.

- O P. arnaudi dorsalis ocorre na Tanzânia, em uma zona entre a margem sul do Lago Vitória e o norte do Lago Niassa, e uma população isolada ao sul de Dar es Salaam.[5][8]

## Descrição
O tecelão-social-de-cabeça-cinzenta é pequeno para um tecelão, com 11 a 12 cm de comprimento e pesa de 15 a 26 g. É uma ave parecida com um pardal, com uma coroa cinza-clara, um bico cinza-escuro, um anel ocular esbranquiçado, com um pouco de preto na asa e uma faixa terminal clara na cauda relativamente curta. A faixa da cauda é visível durante o voo. O píleo do macho adulto é quase branco, e o das fêmeas é cinza-claro. Os filhotes têm uma plumagem mais opaca, um bico marrom, e o gorro é de cor avermelhada clara.
As aves emitem longas séries de sete a dez guinchos agudos e penetrantes, soando como tseeer-tseeer-tseeer-....

## Comportamento

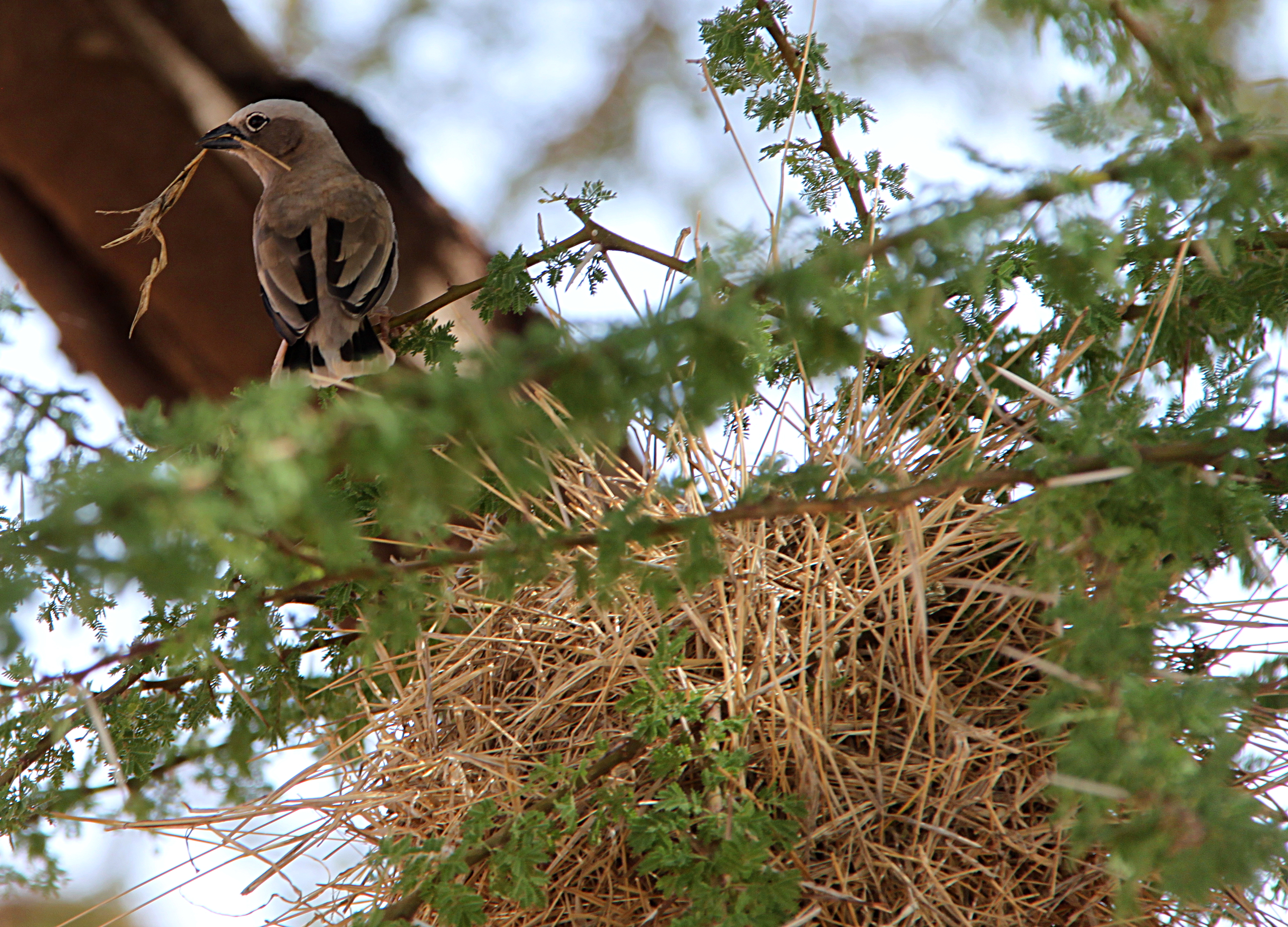
Chegando com material para construção do ninho

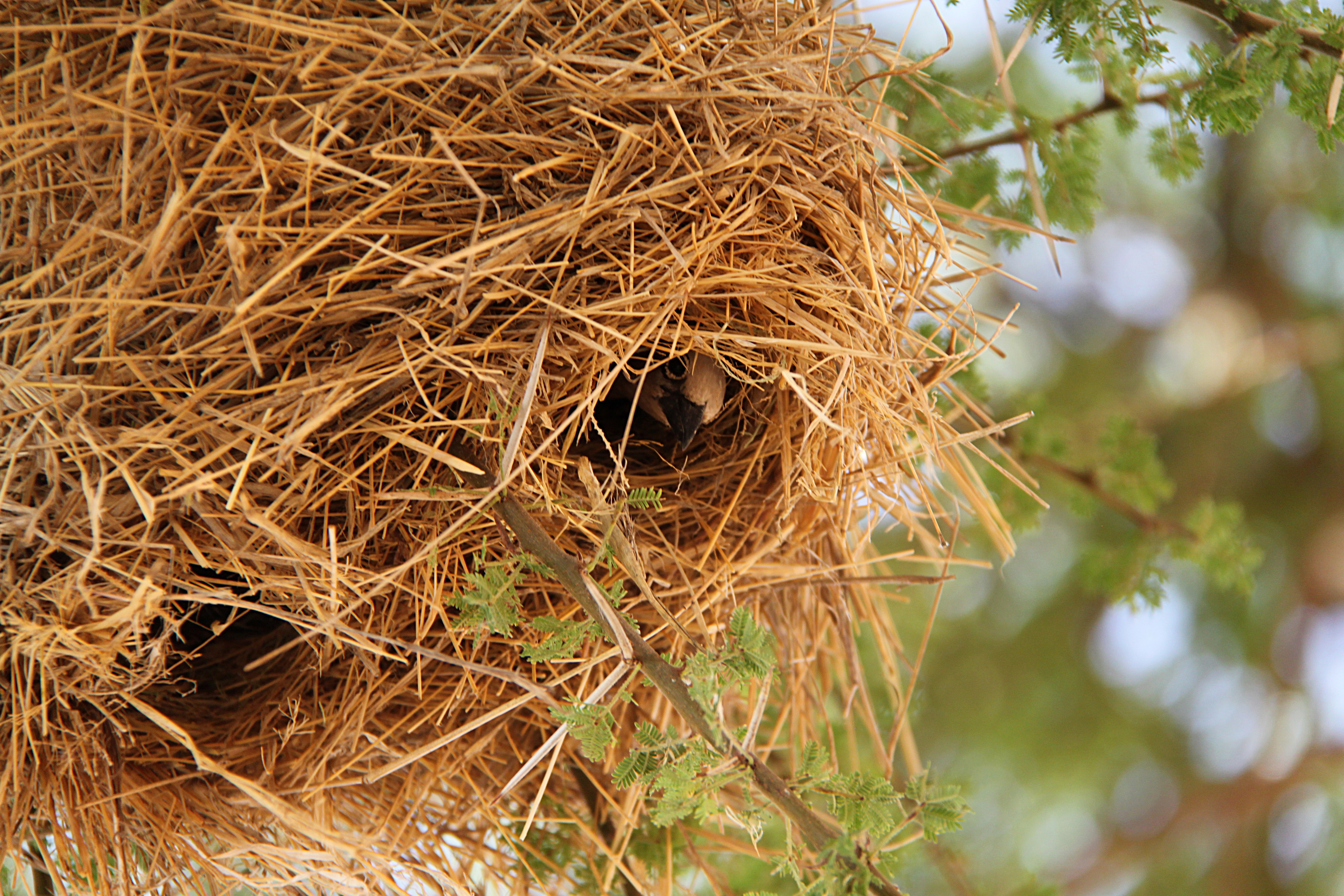
Ninho com duas entradas abaixo

O tecelão-social-de-cabeça-cinzenta é monogâmico e se reproduz em colônias. Seu comportamento é muito parecido com o do tecelão-sociável (Philetairus socius).
Em estudos realizados no Quênia, observou-se que alguns indivíduos descansavam em seus ninhos durante todo o ano, mesmo fora dos períodos de reprodução, com dois a cinco indivíduos juntos. Os arredores imediatos dos ninhos geralmente não eram defendidos contra pássaros de outras famílias que se aninhavam ou dormiam na mesma árvore de acácia que abrigava a colônia. No entanto, as aves de outras árvores geralmente eram atacadas ao pousar na árvore da colônia. A ordem em que as aves podiam se alimentar era de acordo com a dominância, embora os membros de outras famílias da mesma colônia fossem mais bem tolerados do que as aves de outras colônias. A agressão era rara ou inexistente entre membros do mesmo grupo.

### Alimentação
O tecelão-social-de-cabeça-cinzenta se alimenta de sementes de grama e insetos, como gafanhotos, besouros, cupins e lagartas. A alimentação ocorre principalmente em grupos a alguma distância da colônia.

### Reprodução
Os tecelões-sociais-de-cabeça-cinzenta se reproduzem de forma colonial. Os ninhos não são usados apenas para reprodução, mas também para que as aves adultas durmam à noite. A reprodução ocorre durante todo o ano, mas há um pico que permite que as aves aproveitem os períodos de abundância de alimentos, como entre agosto e dezembro no Sudão do Sul e entre março e maio no leste da África. Os ninhos são construídos pendurados em galhos finos, geralmente em Vachellia drepanolobium e, às vezes, em outras espécies de acácia, como Vachellia tortilis, Acacia mellifera ou Acacia senegal. Os ninhos com telhado têm paredes grossas e são construídos com palhas de grama, que, no clima seco, conservam-se bem por muitos meses. Os ninhos geralmente são construídos com dois ou três ninhos lado a lado ou sob ninhos antigos. Uma das duas entradas é fechada logo antes da postura dos ovos e aberta novamente no momento em que os filhotes aprendem a voar. A ninhada consiste em quatro ovos. Eles têm aproximadamente 19 mm de comprimento e 14 mm de diâmetro, são esverdeados, azulados ou brancos, sem adornos ou com finas manchas pretas ou cor de oliva, mais densas na extremidade grossa, ou tão manchadas que a cor geral parece marrom-oliva ou cinza-acinzentado. Ambos os pais incubam os ovos, mas a fêmea passa cerca de duas vezes mais tempo incubando do que o macho. Os ovos eclodem após treze ou quatorze dias. Os filhotes são inicialmente alimentados com uma dieta composta exclusivamente de insetos, e as sementes de grama são dadas apenas nos últimos dias. Os filhotes aprendem a voar após cerca de vinte dias. Aves adultas e adolescentes de ninhadas anteriores geralmente ajudam na construção do ninho e na alimentação dos filhotes.
Ninhos com telhado, com duas entradas voltadas para baixo, ninhos em colônia e escolha de uma árvore espinhosa para fazer o ninho são todas consideradas adaptações que ajudam a limitar a predação. Ninhos agregados, paredes grossas e dormitórios coletivos são considerados adaptações contra as noites frias na área árida de distribuição do P. arnaudi.
Os pardais-castanhos (Passer eminibey) às vezes expulsam os tecelões-sociais-de-cabeça-cinzenta de seus ninhos para tomá-los. No entanto, os degolados-listrados [en] (Amadina fasciata) só usam ninhos abandonados.

## Avicultura
O tecelão-social-de-cabeça-cinzenta às vezes é mantido e criado em cativeiro por amadores. Devido à sua estrutura social, o P. arnaudi só começa a se reproduzir quando está em grupos maiores e estabelecidos (pelo menos cerca de dez pares). Ele precisa de gaiolas grandes e altas e de galhos finos para fixar o ninho, além de ter disponível muito material de nidificação adequado (palhas de grama). Um site especializado sugere uma cobertura do solo de areia sob os galhos de nidificação e grama em outras partes, intercalada com alguns arbustos muito resistentes. Os adultos se alimentam bem com uma dieta de 95% de sementes e 5% de insetos, mas, durante a estação de reprodução, cerca de 20% da alimentação deve consistir em insetos vivos, como larvas-de-farinha e pequenos grilos. É necessário fornecer cascalho fino e fontes de cálcio, como cascas de conchas e ossos de choco [en]. Devido à sua grande demanda por material de nidificação, pode ocorrer roubo excessivo se outras espécies de Plocepasserinae forem mantidas no mesmo confinamento. Também sugere-se a formação de um grupo em um único momento e a não introdução de outras aves mais tarde, especialmente durante a reprodução.

## Galeria

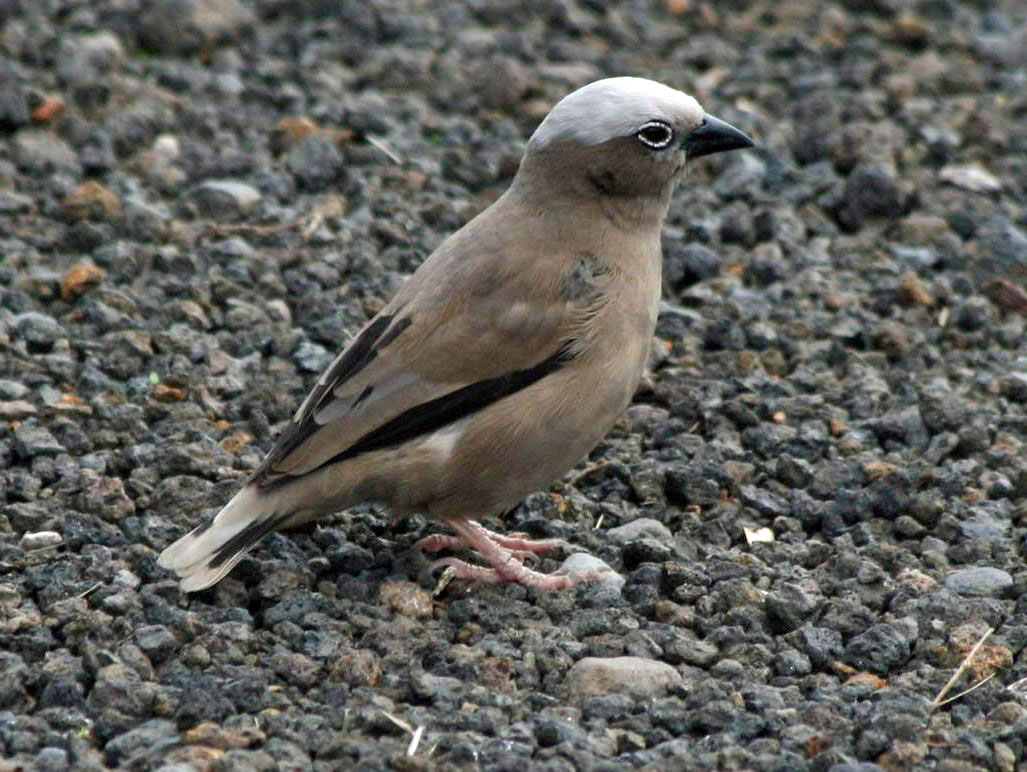
Subespécie arnaudi
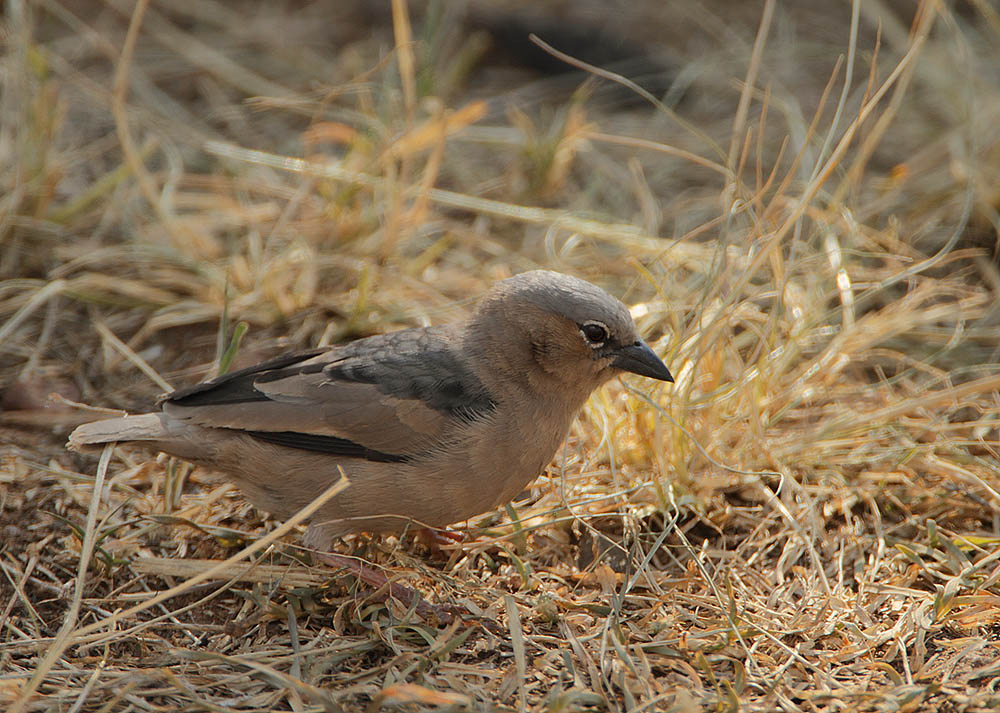
Subespécie dorsalis
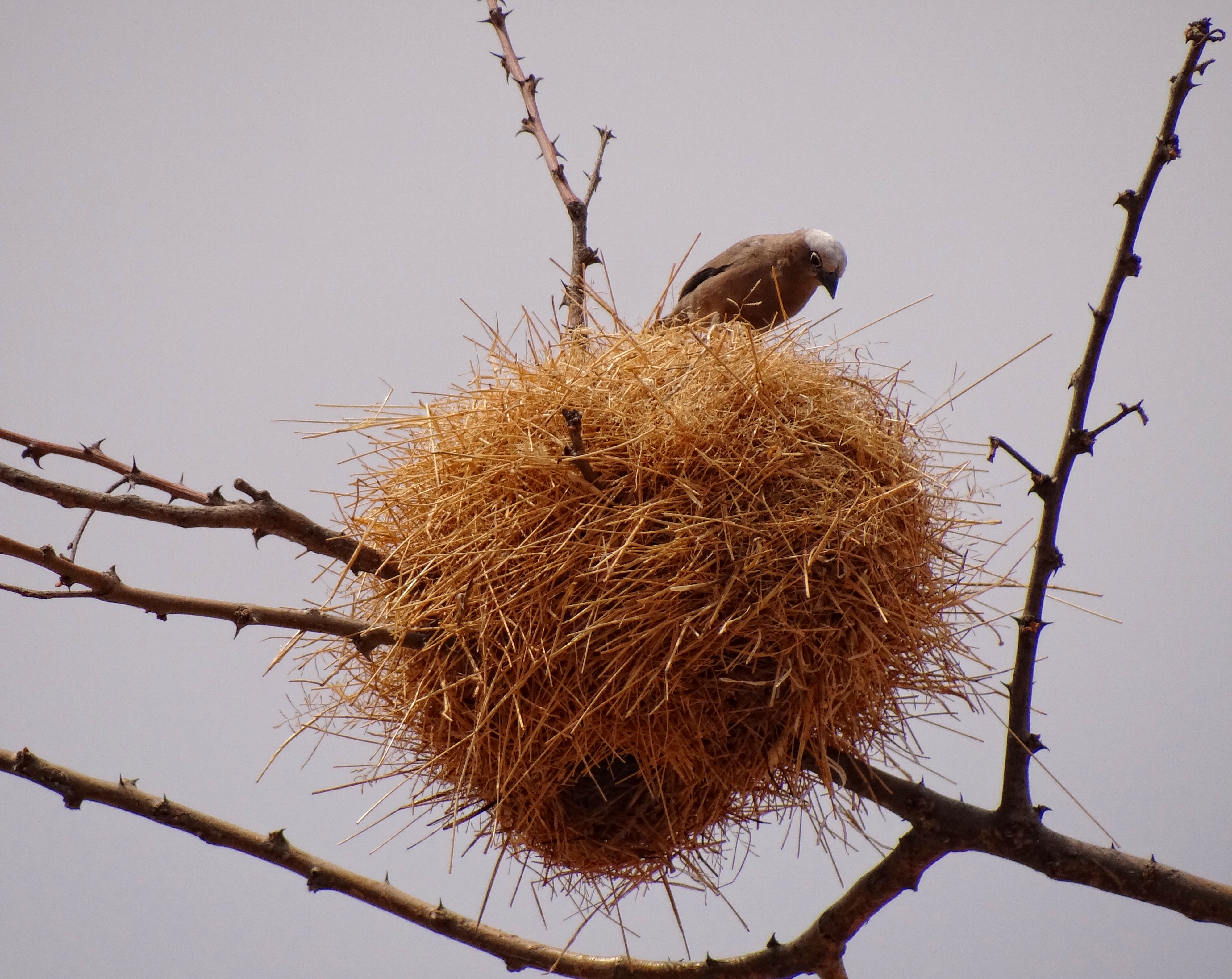
Ninho